# Bad Lauchstädt
Bad Lauchstädt  è una città tedesca situata nel Land della Sassonia-Anhalt, nel circondario della Saale.

## Storia

### Incorporazioni
Bad Lauchstädt si è ingrandita progressivamente incorporando altri comuni limitrofi:
- Schotterey dal 1º luglio 1950[2]
- Großgräfendorf si aggiunse nel 1998[3]
- Delitz am Berge, Klobikau e Schafstädt furono incorporate all'inizio del 2008[4]
- Milzau seguì all'inizio del  2010[5]

Ecco la sintesi delle varie incorporazioni ed accorpamenti che hanno portato all'attuale Bad Lauchstädt:
| Ex comune       | Data accorpamento | Note                                       |
| --------------- | ----------------- | ------------------------------------------ |
| Burgstaden      | 1º luglio 1950    | Incorporazione in Milzau                   |
| Delitz am Berge | 1º gennaio 2008   |                                            |
| Großgräfendorf  | 1º aprile 1998    |                                            |
| Kleingräfendorf | 1º luglio 1950    | Incorporazione in Milzau                   |
| Klobikau        | 1º gennaio 2008   |                                            |
| Milzau          | 1º gennaio 2010   |                                            |
| Niederklobikau  | 1º luglio 1950    | Accorpamento con Oberklobikau zu Klobikau  |
| Oberklobikau    | 1º luglio 1950    | Accorpamento con Unterklobikau zu Klobikau |
| Schafstädt      | 1º gennaio 2008   |                                            |
| Schotterey      | 1º luglio 1950    |                                            |

## Amministrazione

### Gemellaggi
Bad Lauchstädt è gemellata con:
- Haan